# Lukáš Sedlák
Lukáš Sedlák (né le 25 février 1993 à České Budějovice en République tchèque) est un joueur professionnel tchèque de hockey sur glace. Il évolue au poste de centre.

## Biographie
Il est formé au HC České Budějovice et a joué avec l'équipe des moins de 18 ans puis des moins de 20 ans avant d'être repêché par les Blue Jackets de Columbus au 158e rang, sixième tour du repêchage d'entrée dans la LNH 2011. La même année, il rejoint les rangs juniors canadiens en jouant pour les Saguenéens de Chicoutimi dans la Ligue de hockey junior majeur du Québec. Il a joué avec la jeune équipe de République tchèque lors du championnat du monde des moins de 18 ans en 2011 et à deux reprises lors du championnat du monde junior (2012 et 2013).
Après deux saisons, il devient professionnel en 2013-2014 lorsqu'il joue avec les Falcons de Springfield, le club-école des Blue Jackets dans la Ligue américaine de hockey. En 2016, il remporte la Coupe Calder avec les Monsters du lac Érié.
Il fait ses débuts dans la Ligue nationale de hockey avec les Blue Jackets en 2016-2017. Il joue son premier match dans la LNH le 21 octobre contre les Blackhawks de Chicago.

## Statistiques

### En club
| Saison     | Équipe                       | Ligue      |     | Saison régulière | Saison régulière | Saison régulière | Saison régulière | Saison régulière |   | Séries éliminatoires | Séries éliminatoires | Séries éliminatoires | Séries éliminatoires | Séries éliminatoires |
| Saison     | Équipe                       | Ligue      | PJ  | B                | A                | Pts              | Pun              | PJ               | B | A                    | Pts                  | Pun                  |                      |                      |
| 2011-2012  | Saguenéens de Chicoutimi     | LHJMQ      | 50  | 17               | 28               | 45               | 57               | 18               | 5 | 3                    | 8                    | 20                   |                      |                      |
| 2012-2013  | Saguenéens de Chicoutimi     | LHJMQ      | 48  | 15               | 19               | 34               | 64               | 6                | 1 | 4                    | 5                    | 8                    |                      |                      |
| 2013-2014  | Falcons de Springfield       | LAH        | 54  | 8                | 6                | 14               | 26               | 4                | 0 | 1                    | 1                    | 0                    |                      |                      |
| 2014-2015  | Falcons de Springfield       | LAH        | 51  | 6                | 10               | 16               | 30               | -                | - | -                    | -                    | -                    |                      |                      |
| 2015-2016  | Monsters du lac Érié         | LAH        | 54  | 14               | 4                | 18               | 27               | 17               | 9 | 7                    | 16                   | 18                   |                      |                      |
| 2016-2017  | Blue Jackets de Columbus     | LNH        | 62  | 7                | 6                | 13               | 25               | 2                | 0 | 0                    | 0                    | 0                    |                      |                      |
| 2017-2018  | Blue Jackets de Columbus     | LNH        | 53  | 4                | 4                | 8                | 21               | -                | - | -                    | -                    | -                    |                      |                      |
| 2018-2019  | Blue Jackets de Columbus     | LNH        | 47  | 4                | 2                | 6                | 10               | -                | - | -                    | -                    | -                    |                      |                      |
| 2019-2020  | Traktor Tcheliabinsk         | KHL        | 57  | 23               | 17               | 40               | 80               | -                | - | -                    | -                    | -                    |                      |                      |
| 2020-2021  | Traktor Tcheliabinsk         | KHL        | 58  | 16               | 22               | 38               | 95               | 5                | 0 | 0                    | 0                    | 2                    |                      |                      |
| 2021-2022  | Traktor Tcheliabinsk         | KHL        | 49  | 18               | 25               | 43               | 36               | 10               | 3 | 3                    | 6                    | 4                    |                      |                      |
| 2022-2023  | Avalanche du Colorado        | LNH        | 3   | 0                | 0                | 0                | 0                | -                | - | -                    | -                    | -                    |                      |                      |
| 2022-2023  | Flyers de Philadelphie       | LNH        | 27  | 3                | 5                | 8                | 12               | -                | - | -                    | -                    | -                    |                      |                      |
| 2022-2023  | Hockey Club Dynamo Pardubice | Extraliga  | 24  | 15               | 12               | 27               | 27               | 10               | 5 | 3                    | 8                    | 2                    |                      |                      |
| Totaux LNH | Totaux LNH                   | Totaux LNH | 192 | 18               | 17               | 35               | 68               | 2                | 0 | 0                    | 0                    | 0                    |                      |                      |

### En équipe nationale
| Année | Équipe          | Compétition                      |    | PJ | B | A  | Pts | Pun           |  | Résultat |
| 2010  | Tchéquie M17    | Défi mondial des moins de 17 ans | 5  | 1  | 1 | 2  | 6   | 9e place      |  |          |
| 2011  | Tchéquie M18    | Championnat du monde -18 ans     | 5  | 3  | 1 | 4  | 2   | 8e place      |  |          |
| 2012  | Tchéquie junior | Championnat du monde junior      | 6  | 0  | 0 | 0  | 0   | 5e place      |  |          |
| 2013  | Tchéquie junior | Championnat du monde junior      | 6  | 1  | 2 | 3  | 10  | 5e place      |  |          |
| 2022  | Tchéquie        | Jeux olympiques                  | 4  | 0  | 1 | 1  | 2   | 9e place      |  |          |
| 2023  | Tchéquie        | Championnat du monde             | 3  | 3  | 2 | 5  | 2   | 8e place      |  |          |
| 2024  | Tchéquie        | Championnat du monde             | 10 | 5  | 5 | 10 | 0   | Médaille d'or |  |          |

## Trophées et honneurs personnels
- 2015-2016 : champion de la Coupe Calder avec les Monsters du lac Érié